# Tetragonodes rufata
Tetragonodes rufata är en fjärilsart som beskrevs av Paul Dognin 1900. Tetragonodes rufata ingår i släktet Tetragonodes och familjen mätare. Inga underarter finns listade i Catalogue of Life.